# سوتو (نمة شير)
سوتو (بالفارسية: سوتو) هي منطقة سكنية تقع في إيران في قسم نمة شیر الريفي. يقدر عدد سكانها بـ 197 نسمة .